# Донауров, Михаил Иванович
Михаил Иванович Донауров (1757—1817) — сенатор, действительный тайный советник и масон из дворянского рода Донауровых. Устроитель усадьбы Жерновка.

## Биография
Родился в 1757 году, сын коллежского регистратора Ивана Герасимовича Донаурова (1726—1776), служившего управляющим в имении графа М. И. Воронцова. В 1765 году был принят в только что открытую академическую гимназию для малолетних детей при Академии Наук в Петербурге. После её окончания в 1775 году был определён на службу в Коллегию иностранных дел.
В должности актуариуса состоял при русском посольстве в Стокгольме. После возвращения из Швеции исправлял должность переводчика в чине капитан-поручика (1782). В 1783 году был назначен секретарем к выборгскому генерал-губернатору принцу Вюртембергскому; имение Монрепо, принадлежавшее принцу, было оформлено на имя Донаурова. С 1787 года состоял при дворе великого князя Павла Петровича, исполняя обязанности секретаря и библиотекаря. По желанию великого князя был переведён на военную службу, — в гатчинские войска, где получил чин полковника. В ноябре 1796 года награждён орденом Св. Анны.
При восшествии Павла Петровича на престол получил чин генерал-майора и две тысячи душ крестьян; с 28 января 1797 года руководил кабинетом Его Величества. С оставлением в должности управляющего Кабинетом 18 марта 1798 года был произведён в тайные советники, а в 1799 году — в действительные тайные советники. Однако 16 декабря 1799 года был уволен от всех дел. При Александре I, 20 апреля 1801 года он был вновь принят на службу и назначен сенатором в 3-й департамент Сената. Также с 1802 года он был членом советов в Воспитательном обществе благородных девиц и в Петербургском училище ордена Св. Екатерины.
По болезни 2 декабря 1802 года был уволен от присутствования в сенате до 1808 года. С 1809 года по инициативе императрицы Марии Федоровны Донауров возглавлял Опекунский совет над имуществом Шереметевых при малолетнем князе Дмитрии.
Умер 21 октября (2 ноября) 1817 года в шереметьевском дворце на Фонтанке и был похоронен на Волковском православном кладбище в Петербурге.

## Награды
- Орден Святого Владимира 4-й степени (22 сентября 1786)[1]
- Орден Святой Анны (12 ноября 1796)[1]
- Орден Святого Александра Невского (5 апреля 1797)[1]
- Орден Святого Иоанна Иерусалимского командорский крест с преимуществом кавалеров большого креста (3 апреля 1799)[2]
- Орден Святого Иоанна Иерусалимского большой крест (16 февраля 1803)[1]

## Семья
Жена (с 08 апреля 1795 года) — Мария Федотовна Веригина (1774—09.05.1848), дочь генерал-майора и члена Военной коллегии Федота Михайловича Веригина. Вместе с сестрой Натальей (замужем за С. И. Плещеевым) воспитывалась в Смольном институте (выпуск 1791). За заслуги мужа 22 июля 1804 года была награждена орденом Святой Екатерины (малого креста) и пожалована в статс-дамы. По словам С. Д. Шереметева, Мария Фёдотовна «была важная и несколько чопорная дама и притом довольно властная. Муж её, добрейший человек, был под башмаком у неё и звал её «мафамушка». Умерла 9 мая 1848 года и была похоронена рядом с мужем. Их дети:
- Мария (1796—1848), фрейлина, замужем  (с 12 ноября 1822 года)[5] за генерал-майором, командиром Кирасирского полка Никитой Ивановичем Жадовским (1795—1845); у них родились: Иван (12.09.1826), Екатерина (14.08.1827), Михаил(02.02.1829).

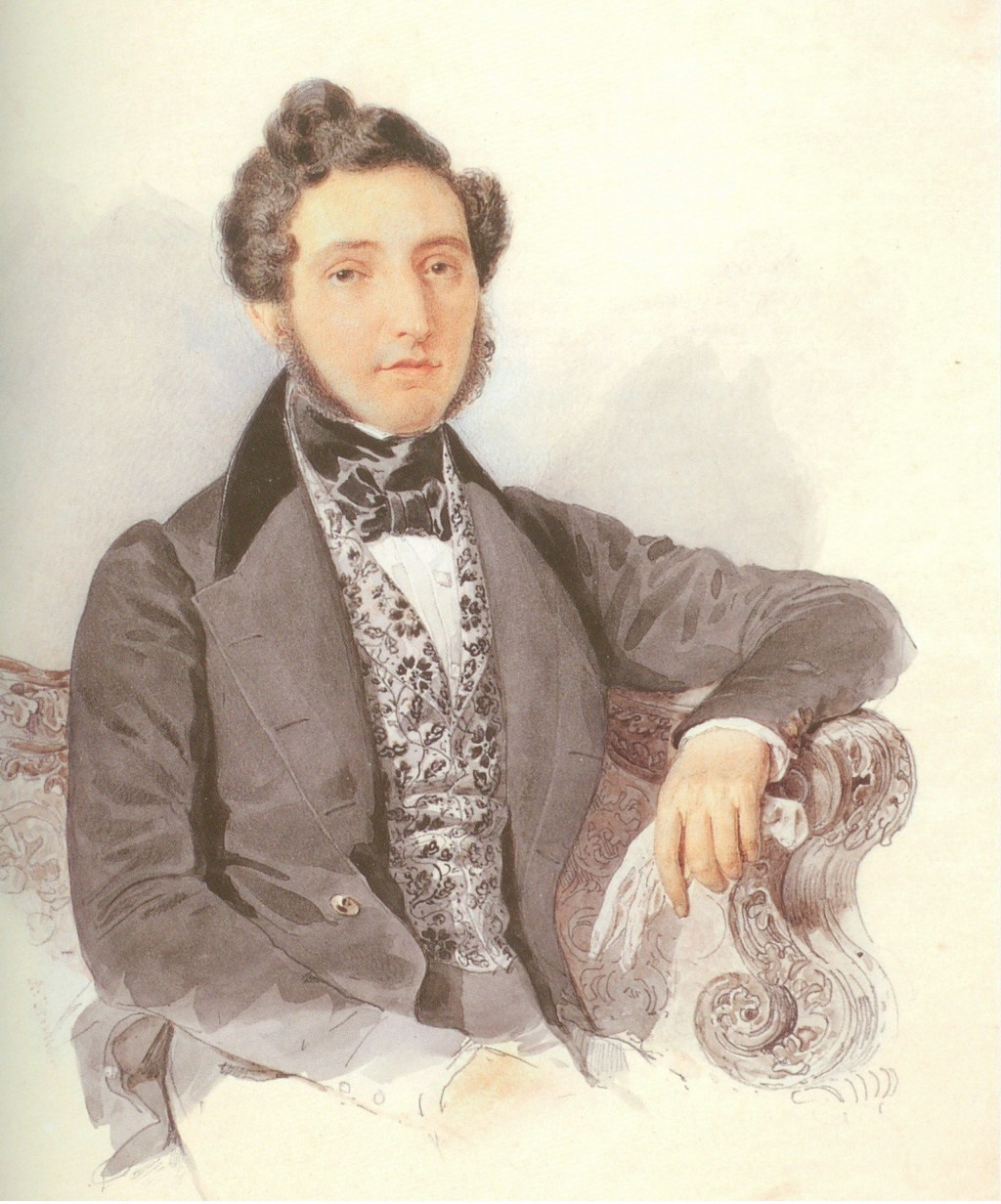
Иван Донауров, сын

- Пётр (1801—1863), сенатор и товарищ государственного контролера (1856).
- Александр (1802—1822), выпускник Пажеского корпуса, служил в лейб-гвардии Конном полку.
- Николай (01.02.1805[6] — 1834), крестник императрицы Марии Фёдоровны и великого князя Николая Павловича, служил в Коллегии иностранных дел, состоял при русской миссии в Мадриде.
- Иван (1806—1849), ярославский вице-губернатор, был женат на дочери князя Г. С. Голицына Наталье (1816—1874).
- Павел (01.07.1807—30.05.1808[7]), крестник императрицы Марии Фёдоровны и великого князя Николая Павловича[8].
- Дмитрий (15.08.1809 — ?), крещён 22 августа, крестник графа Д. Н. Шереметева и сестры Марии[9].
- Андрей (20.11.1811—1852), крещён 3 декабря, крестник М. Ф. Веригина и Н. Ф. Плещеевой[10], выпускник Пажеского корпуса, надворный советник.